# Bryum orthopelma
Bryum orthopelma är en bladmossart som beskrevs av C. Müller 1874. Bryum orthopelma ingår i släktet bryummossor, och familjen Bryaceae. Inga underarter finns listade i Catalogue of Life.